# Mangareva
Mangareva es la isla principal del archipiélago de las Gambier, en la Polinesia Francesa. Situado a 1.400 km al sureste de Tahití. El nombre Mangareva significa «montaña flotante». En 1797, el explorador inglés James Wilson llegó y la llamó Peard.

## Geografía
Mangareva es la isla más grande de las Gambier, con una superficie total de 15,4 km², un 56% del total del archipiélago. También tiene el punto más alto del grupo: el Monte Duff de 441 m, que lleva el nombre del barco de Wilson, y al lado está el Monte Mokoto de 423 m. La isla está rodeada por una barrera de escollos de 64 km de circunferencia. Al lado de la laguna y al pie del Monte Duff está la villa principal, Rikitea. La vegetación es abundante en flores, arbustos y frutos.
La población total, en el censo del 2002, era de 1.097 habitantes. La principal actividad económica es el cultivo de perlas, con la apreciada perla negra. El dialecto polinesio que se habla está emparentado con los dialectos de las islas Australes y de las islas Cook meridionales.
El aeropuerto se encuentra en el islote Totegegie, a 45 minutos en barca.

## Historia
Mangareva tiene numerosos vestigios arqueológicos de los siglos XII al XV. Cerca de Rikitea se encuentran la residencia real (Marau Tagaroa), la de los jefes religiosos (Te Hau o te Vehi), la casa comunal (Are Apere), el templo principal o marae (Te Kehika), y hasta cinco maraes más.
Contrariamente a las otras islas, donde los polinesios introdujeron cerdos, perros y gallinas, en Mangareva la población seguía un régimen vegetariano y de pescado, la población obtenía los recursos carentes en la isla comerciando con los habitantes de las Islas Pitcairn y las Islas Marquesas. Sin embargo Mangareva es una isla con un ecosistema muy susceptible y la actividad humana provocó su rápida deforestación, al no tener árboles la población no pudo construir canoas y quedó aislada, al perder todos los recursos que obtenía de las islas vecinas la calidad de vida cayó repentinamente y parece que incluso hubo una guerra civil y actos de canibalismo. Esto provocó indirectamente la desaparición de la población en Pitcairn y Henderson.
En 1834 fue el lugar escogido por la Congregación del Sagrado Corazón como base para establecer la primera misión católica en la Polinesia. Los padres Laval y Caret dejaron un patrimonio arquitectónico monumental:
- Catedral de San Miguel, de 48 m de largo, 9 m de alto, y capacidad para 2.000 personas.
- Iglesia de San José, de 21 m.
- Capilla de San Miguel, en el cementerio de Rikitea.
- Capilla de Santa Ana.
- Capilla de San Pedro, con la tumba del rey bautizado Gregorio.
- Convento de Santa Ágata.
- Casas rectorales, conventos, caminos de procesión, arco del triunfo en el palacio real, hornos de pan, cárcel...

Para más información consultar el apartado correspondiente a las islas Gambier.

## Teoría de una visita Inca a la Polinesia

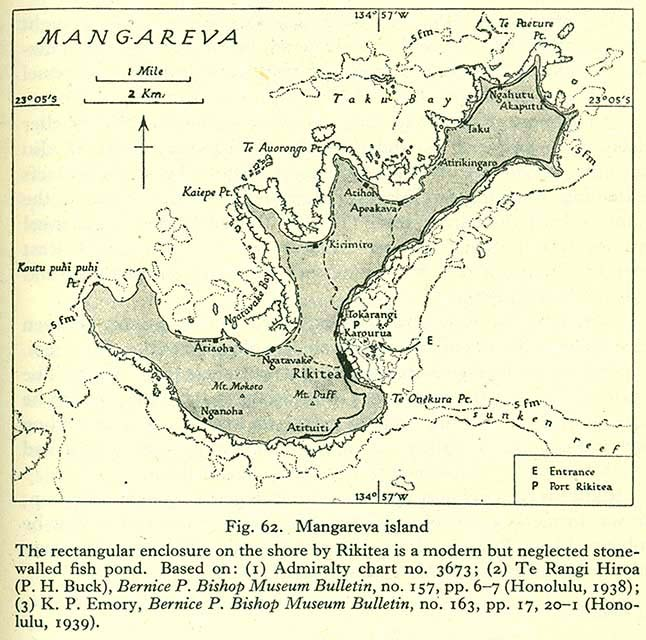
Mapa de la isla Mangareva.

A partir de las crónicas realizadas por los cronistas españoles Pedro Sarmiento de Gamboa, Martín de Murúa y Miguel Cabello Valboa durante la conquista, recogieron un relato sobre que Túpac Yupanqui, estando en la costa norte (en las islas Puná), habría tenido conocimiento de unas islas lejanas, decidiendo ir en pos de ellas. Alistado una gran flota de balsas, habría zarpado con 20.000 hombres, llegando a unas islas llamadas Ninachumbi y Auachumbi; algunos historiadores postularían como hipótesis de que estas islas serían verdaderas y estarían ubicadas en la Polinesia.

Esta crónica dio pie, al historiador José Antonio del Busto, para la formulación de una teoría sobre que esas dos islas serían Mangareva y Rapa Nui, basándose en treinta pruebas que considera haber descubierto, entre ellas el hecho que en Mangareva existe una leyenda sobre un rey Tupa, que vino del este en balsas con velas, trayendo orfebrería, cerámica y textilería y del que hasta hoy existe una danza. Un relato similar existiría en las islas Marquesas. Según la tesis de Jean Hervé, la construcción del Ahu Vinapu es idéntica a la de un Chulpa de Sillustani, cerca del Lago Titicaca en los Andes, hasta las pequeñas piedras en el centro es el mismo. Según la tesis de Jean Hervé Daude, el acompañamiento de Orejón Tupac Inca Yupanqui son la causa de los monumentos y los ritos religiosos del hombre-pájaro y en makemake Además, agrega que el Ahu Vinapu, en Rapa Nui, está construido en forma similar a las construcciones incaicas del Cusco, y que el rey Tupa en Rapa Nui habría tomado el nombre de Mahuna-te Ra'á, traducido como "hijo del sol" sobre la base de una leyenda rapa nui. Retornó a los dos años trayendo consigo gente negra, sillas de latón, pellejos y quijadas de caballos que fueron conservadas en la fortaleza de Sacsayhuamán.
Esta hipótesis es apoyada por la travesía que hizo el explorador noruego Thor Heyerdahl, denominada Kon-tiki en honor al dios de los incas, Wiracocha, el creador del universo, pues Kon-tiki es una advocación del mismo.

"andando Topa Inga Yupanqui conquistando la costa de Manta y la isla de la Puná y Túmbez, aportaron allí unos mercaderes que habían venido por la mar de hacia el poniente en balsas, navegando a la vela. De los cuales se informó de la tierra de donde venían, que eran unas islas, llamadas una Auachumbi y otra Niñachumbi, adonde había mucha gente y oro. Y como Topa Inga era de ánimos y pensamientos altos y no se contentaba con lo que en tierra había conquistado, determinó tentar la feliz ventura que le ayudaba por la mar... y... se determinó ir allá. Y para esto hizo una numerosísima cantidad de balsas, en que embarcó más de veinte mil soldados escogidos". Y concluye la crónica: "Navegó Topa Inga y fue y descubrió las islas Auachumbi y Niñachumbi, y volvió de allá, de donde trajo gente negra y mucho oro y una silla de latón y un pellejo y quijadas de caballo...". El hecho es tan inusitado que Sarmiento se ve obligado a explicar: "Hago instancia en esto, porque a los que supieren algo de Indias les parecerá una caso extraño y dificultoso de creer".
Pedro Sarmiento de Gamboa

Danielsson sugiere que la palabra quechua “Chumbi o Chumpi”, que aparece en los nombres de las islas de la expedición, quizá se origine de la forma de los atoles o arrecifes en forma de anillo, ya que esa palabra significa literalmente faja o cinturón. Abundando en razones, Thor Heyerdahl cita a Emory, quien da cuenta en uno de sus estudios sobre la arqueología de las Gambier, que la gente de Temoe, un pequeño atolón directamente al este de Mangareva, también recuerda, en forma independiente de la leyenda anterior, la llegada del rey ‘I’upa. Tupa, dice la nueva versión, tocó primero en Temoe, “pero siguió a Mangareva porque no halló alimento. En ninguna otra isla de la Polinesia se habla de Tupa o Topa y de su legendario viaje. Tupa es exclusivo de Mangareva y Timoe. Esto confirma que el jefe rojo, al frente de su flota de balsas, llegó del Este, del lado de América, porque, de lo contrario, arribando del Norte o del Oeste, habría dejado recuerdos de su paso en otras islas de la Polinesia. Este argumento, por lo menos, respalda la teoría de la dirección del viaje.

## Comuna de Mangareva

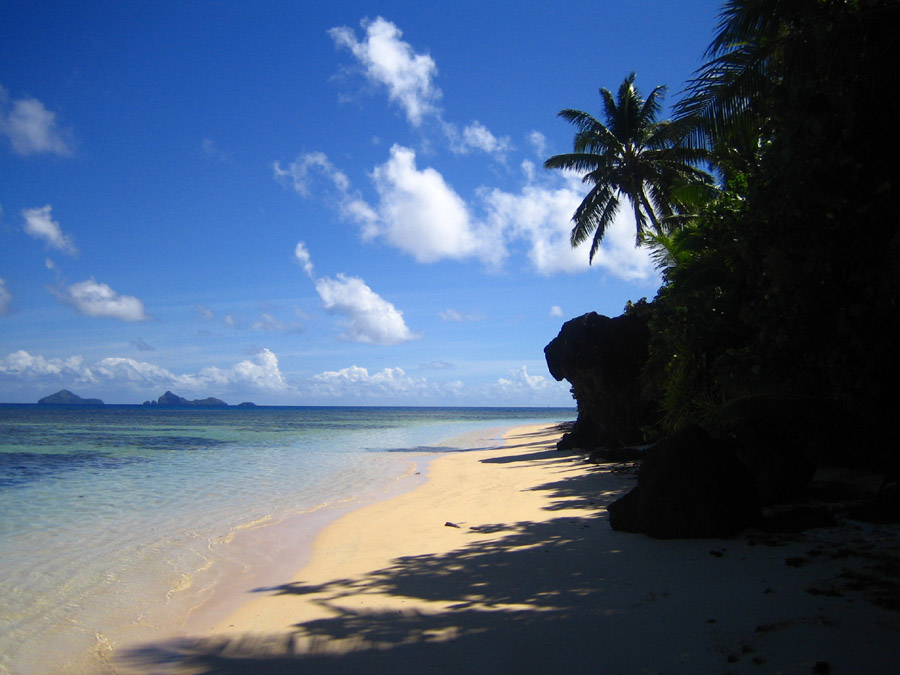
Playa de Mangareva.

Mangareva, como única isla habitada al sur de las Tuamotu, es la capital de comuna de las islas Gambier y diversos atolones al sur de las Tuamotu.

### Islas Gambier
Son, además de Mangareva: Taravai, Akamaru, Aukena, Temoe, y diversos islotes.

### Grupo Acteón (Groupe Actéon)
El grupo Acteón está formado por cuatro atolones: Tenararo, Vahanga, Matureivavao y Tenarunga. También se le ha llamado grupo Matureivavao. Fue descubierto por Pedro Fernández de Quirós, en 1606, que lo describe como cuatro islas iguales coronadas de cocoteros. En diferentes relaciones del viaje sale como «las Cuatro Coronadas», «las Cuatro Hermanas» o «las Anegadas». En 1983 fueron devastadas por los efectos de un ciclón.

### Marutea Sur
Marutea Sur es un atolón de 14 km² al sur de las Tuamotu. Fue descubierto por Quirós, que la llamó «San Telmo», «San Blas» o «Corral de Agua». Explorado en 1791 por Edward Edwards mientras buscaba a los amotinados del Bounty, lo llamó Lord Hood. Es visitado ocasionalmente por pescadores de perlas. Se le llama con la orientación sur para distinguirlo de Marutea Norte, también en las Tuamotu.

### María Este
El atolón María también se llama a menudo María Este para distinguirlo del islote María en las Australes. El nombre es de origen polinesio sin ninguna relación con la Virgen María. Históricamente también se le ha llamado Wright Lagoon y Moerenhout. Es un atolón con una laguna cerrada y con cocoteros y pandanaceae.

### Morane
Morane es un atolón formado por una laguna cerrada y tres islotes con cocoteros y pandanaceae, a 110 km al oeste de Mangareva. También se le ha llamado Cadmus.